# Wymiar ochronny
Wymiar ochronny – określona przepisami długość złowionej ryby, poniżej której musi być z powrotem wypuszczona do wody. Długość ryby liczona jest od początku pyska do końca płetwy ogonowej. Obowiązujący w Polsce wymiar ochronny określa Rozporządzenie Ministra Rolnictwa i Rozwoju Wsi z dnia 12 lipca 2023 r. 
Od 1 stycznia 2020 r. na wodach użytkowanych przez Polski Związek Wędkarski wymiar ochronny określany jest w Zezwoleniach na amatorski połów ryb wędką, uchwalanych przez zarządy okręgów PZW – wymiar ten nie może być mniejszy niż określony w przepisach ustawowych. Poszczególne okręgi PZW w swoich zezwoleniach ustalają własne wymiary ochronne. Wcześniej, do 31 grudnia 2019 r. wymiar ochronny określany był w Regulaminie amatorskiego połowu ryb, uchwalanym przez Zarząd Główny Polskiego Związku Wędkarskiego.

## Rozporządzenie Ministra Rolnictwa i Rozwoju Wsi
Na podstawie rozporządzenia Ministra Rolnictwa i Rozwoju Wsi niedozwolony jest połów ryb i raków, których długość mierzona od początku głowy do najdalszego krańca płetwy albo tarczy ogonowej (długość całkowita) nie przekracza wymiaru ochronnego dla danego gatunku:
| boleń (Aspius aspius L.)                                                                                        | 40 cm |
| brzanka (Barbus petenyi Heckel)                                                                                 | 20 cm |
| brzana (Barbus barbus L.)                                                                                       | 40 cm |
| brzana karpacka (Barbus cyclolepis Heckel)                                                                      | 20 cm |
| certa (Vimba vimba L.)                                                                                          | 30 cm |
| głowacica (Hucho hucho L.)                                                                                      | 70 cm |
| jaź (Leuciscus idus L.)                                                                                         | 25 cm |
| jelec (Leuciscus leuciscus L.)                                                                                  | 15 cm |
| kleń (Leuciscus cephalus L.)                                                                                    | 25 cm |
| lin (Tinca tinca L.)                                                                                            | 25 cm |
| lipień (Thymallus thymallus L.)                                                                                 | 30 cm |
| łosoś (Salmo salar L.)                                                                                          | 35 cm |
| miętus pospolity (Lota lota L.)                                                                                 |       |
| – w Odrze od ujścia Warty do granicy z wodami morskimi                                                          | 30 cm |
| – w pozostałych wodach                                                                                          | 25 cm |
| pstrąg potokowy (Salmo trutta m. fario L.)                                                                      |       |
| – w Wiśle i jej dopływach od jej źródeł do ujścia Sanu oraz w Sanie i jego dopływach                            | 25 cm |
| – w Odrze i jej dopływach od granicy państwowej z Czechami do ujścia Bystrzycy oraz w Bystrzycy i jej dopływach | 25 cm |
| – w pozostałych wodach                                                                                          | 30 cm |
| rozpiór (Abramis ballerus L.)                                                                                   | 25 cm |
| sandacz (Stizostedion lucioperca L.)                                                                            | 45 cm |
| sapa (Abramis sapa Pallas)                                                                                      | 25 cm |
| sieja pospolita (Coregonus lavaretus L.)                                                                        | 35 cm |
| sielawa (Coregonus albula L.)                                                                                   | 18 cm |
| sum europejski (Silurus glanis L.)                                                                              | 70 cm |
| szczupak pospolity (Esox lucius L.)                                                                             | 45 cm |
| świnka (Chondrostoma nasus L.)                                                                                  | 25 cm |
| troć wędrowna (Salmo trutta m. trutta L.)                                                                       | 35 cm |
| troć jeziorowa (Salmo trutta m. lacustris L.)                                                                   | 50 cm |
| węgorz (Anguilla anguilla L.)                                                                                   | 50 cm |
| wzdręga (Scardinius erythrophthalmus L.)                                                                        | 15 cm |
| rak błotny (Pontastacus leptodactylus Esch.)                                                                    | 10 cm |
| rak szlachetny (Astacus astacus Esch.)                                                                          |       |
| – samica | 12 cm |
| – samiec | 10 cm |

## Okręg Mazowiecki PZW
W wodach Okręgu Mazowieckiego PZW w 2020 roku zabrania się zabierania ryb poniżej wymiaru gospodarczego (wymiary ochronne zaostrzające i uzupełniające przepisy ustawowe): 
- boleń – 45 cm
- brzana – 50 cm
- jaź i kleń –  35 cm
- lin – 30 cm
- okoń – 18 cm
- sandacz i szczupak – 55 cm
- węgorz –  60 cm